# Mahmúd Abbás
Mahmúd Abbás (arabsky محمود عباس‎, rodným jménem Mahmúd Ridá Abbás; * 15. listopadu 1935 Safed), známý také jako Abú Mázin (arabsky أَبُو مَازِن‎), je palestinský politik, od roku 2005 prezident Státu Palestina a Palestinské národní správy. Mimo jiné vykonává od roku 2004 funkci předsedy Organizace pro osvobození Palestiny. Je členem strany Fatah a v roce 2009 byl zvolen jejím předsedou.

## Mládí a soukromý život
Mahmúd Ridá Abbás se narodil 15. listopadu 1935 v Safedu v Mandátní Palestině (dnešní Izrael). Po vyhlášení státu Izrael 14. května 1948 vypukla první arabsko-izraelská válka a s rodiči uprchl do Sýrie. Před odchodem do Egypta vystudoval práva na Damašské univerzitě. Později pokračoval ve studiu na Ruské univerzitě družby národů Patrice Lumbuby v Moskvě, kde obhájil doktorskou práci Sionisté a nacismus, kde popírá holocaust. V 50. letech pracoval v Kataru jako imigrační úředník a setkal se tak s mnoha palestinskými uprchlíky. Vznikla tam za účasti jeho a Jásira Arafata myšlenka založit Národní palestinské osvobozenecké hnutí, dnešní Fatah.
Je ženatý s Aminou a společně mají tři děti. Nejstarší z nich Mázin, vedl stavební firmu v Dauhá. Zemřel v roce 2002 v Kataru ve věku 42 let. Jejich druhý syn Jásir má kanadské občanství a pracuje jako podnikatel. Nejmladší syn Tarik působí jako obchodní manažer. Má osm vnoučat, z nichž šest je součástí iniciativy Semínka míru, která je přivádí do kontaktu s mladými Izraelci.

## Politická kariéra
Roku 2003 se stal Abbás premiérem, po smrti Jásira Arafata roku 2004 byl zvolen předsedou OOP a po volbách v roce 2005 prezidentem palestinské samosprávy, později se mu s militantními palestinskými vůdci podařilo vyjednat pozastavení útoků proti Izraeli.
Abbás je pro svůj umírněný postoj podporován mnohými státy (USA, Izrael, Evropská unie), zvláště v období střetů Hamásu s Fatahem v polovině roku 2007. Abbás sestavil sám vládu nestranických odborníků (nikdo odsud není z Fatahu), a to poté, co pásmo Gazy obsadili ozbrojenci z Hamásu.
V průběhu své kariéry byl obviněn z korupce, překrucování židovských dějin a popírání holokaustu.

## Mahmúd Abbás a SSSR
Šéf rumunské depozitury KGB a šéf rumunské tajné služby generál Ion Mihai Pacepa ve svých knihách uvádí, že OOP byl projekt KGB a Mahmúd Abbás byl vycvičen v KGB. OOP byla desetiletí financována a zásobována ze států socialistického bloku (Semtex z Československé socialistické republiky). Ion Mihai Pacepa, Viktor Suvorov a Stanislav Luněv uvádějí, že za vznikem novodobého islámského terorismu stojí SSSR, jednou z prvních akcí bylo financování a zásobování OOP a vyškolení jeho čelných představitelů včetně Mahmúda Abbáse. Terorismus SSSR viděl jako efektivnější taktiku oproti standardní vojenské operaci proti státu Izrael, které vždy skončily prohrou. Toto potvrzuje např. Wallace Edward Brand z University of California nebo Marius Laurinavičius, Senior Analyst, EESC ve své práci Do traces of KGB, FSB and GRU lead to Islamic State? Generál KGB Alexandr Sacharovskij řekl: „V dnešním světě, kdy jaderné zbraně mají zastaralou vojenskou sílu, terorismus by se měl stát naší hlavní zbraní.“

## Vyznamenání
- Řád Umajjovců I. třídy – Sýrie, 2008
- Řád Zajda – Spojené arabské emiráty, 2010
- velkokříž Řádu za zásluhy Duarta, Sáncheze a Melly – Dominikánská republika, 2011
- Řád přátelství – Rusko, 2013
- řetěz Řádu Mubáraka Velikého – Kuvajt, 2013
- Řád Izzadin – Maledivy, 2013
- velkokříže Řádu Francisca de Mirandy – Venezuela, 16. května 2014[21]
- Národní řád za zásluhy I. třídy – Alžírsko, 2014
- velkostuha Národního řádu za zásluhy – Mauritánie, 2016
- řetěz Řádu šejka Isy ibn Salmána al Chalífy – Bahrajn, 2017
- velkostuha Řádu republiky – Tunisko, 2017